# Politien d'Alexandrie
Politien d'Alexandrie est un  patriarche melkite d'Alexandrie  de 768 à 813.

## Contexte
Selon L'Art de vérifier les dates il se nommait également nommé Balathien, et succède au patriarche Cosme Ier. Il exerçait la médecine at après avoir guérir une des épouses du Calife Hâroun ar-Rachîd il obtient de ce dernier un ordre pour contraindre les Jacobites à restituer aux Melchites plusieurs églises.